# Dainius Miliūnas
Dainius Miliūnas (* 25. April 1971 in Plungė) ist ein ehemaliger litauischer Basketballspieler.

## Laufbahn
Miliūnas spielte von 1993 bis 1997 bei der Mannschaft Žemaitijos Olimpa in der höchsten Spielklasse Litauens. 1997/98 stand er in derselben Liga bei Mažeikių klubas und von 1998 bis 2000 bei Klaipėdos Neptūnas unter Vertrag. Die erste Auslandsstation des 2,02 Meter großen Flügel- und Innenspielers war 2000/2001 Spartak St. Petersburg in Russland. Noch während derselben Spielzeit wechselte Miliūnas erst zu KTP Kotka nach Finnland, bestritt dort vier Pflichtspiele. Nach einem kurzen Abstecher zur niederländischen Mannschaft Den Helder landete er während der Saison 2000/01 bei der BSG Bremerhaven (später Eisbären Bremerhaven) in der deutschen 2. Basketball-Bundesliga. In Bremerhaven erzielte der Litauer unter seinem Landsmann Šarūnas Sakalauskas als Trainer bis zum Ende der Saison 2000/01 13,9 Punkte je Begegnung. Miliūnas blieb in den folgenden Jahren Leistungsträger in Bremerhaven, in der Saison 2004/05 stieg er mit der Mannschaft in die Basketball-Bundesliga auf. Miliūnas ging mit den Eisbären in die Basketball-Bundesliga, musste sich dort aber mit einer Rolle als Ergänzungsspieler begnügen und wurde des Weiteren von einer langwierigen Oberschenkelverletzung ausgebremst. Er erzielte in 21 Spielen der Bundesliga-Saison 2005/06 3,5 Punkte pro Begegnung. Der wegen seiner Zuverlässigkeit und Vielseitigkeit gerühmte Litauer verließ Bremerhaven 2006 und spielte wieder in seinem Heimatland.